# سنط مسطح
السنط المسطح (باللاتينية: Acacia applanata) هي شُجيرة شبيهة بالعشب تنتمي لجنس السنط، وتستوطن جنوب غرب أستراليا الغربية.
هيئتها قائمة، مُتمددة أحياناً، وتنمو ليصل ارتفاعها بين 0.5 إلى 1.0 متر، وتُزهر زهور صفراء اللون بين شهري يوليو/تموز وأكتوبر/تشرين الأول، وتُفضل النمو في التربة الرملية، أو الطينية، أو اللاتريت.